# Picumnus
Picumnus és un gènere d'ocells de la subfamília dels picumnins (Picumninae), dins la família dels pícids (Picidae). Amb una llargària de 8 – 10 cm, es troben entre els ocells més petits de la família. Habiten boscos i selves de la zona neotropical, excepte una espècie, que ho fa en Àsia.

## Taxonomia
Segons la classificació del Congrés Ornitològic Internacional (versió 2.4, 2010) aquest gènere està format per 27 espècies:
- Picotet tacat (Picumnus innominatus).
- Picotet barrat (Picumnus aurifrons).
- Picotet de Lafresnaye (Picumnus lafresnayi).
- Picotet de l'Orinoco (Picumnus pumilus).
- Picotet de Buffon (Picumnus exilis).
- Picotet puntejat (Picumnus nigropunctatus).
- Picotet de Sclater (Picumnus sclateri).
- Picotet escatós (Picumnus squamulatus).
- Picotet ventreblanc (Picumnus spilogaster).
- Picotet de les Guaianes (Picumnus minutissimus).
- Picotet ocel·lat (Picumnus pygmaeus).
- Picotet perlat (Picumnus steindachneri).
- Picotet de les vàrzees (Picumnus varzeae).
- Picotet zebrat (Picumnus cirratus).
- Picotet de D'Orbigny (Picumnus dorbignyanus).
- Picotet de Temminck (Picumnus temminckii).
- Picotet d'escates blanques (Picumnus albosquamatus).
- Picotet terrós (Picumnus fuscus).
- Picotet rogenc (Picumnus rufiventris).
- Picotet de Ceará (Picumnus limae).
- Picotet canyella (Picumnus fulvescens).
- Picotet nebulós (Picumnus nebulosus).
- Picotet de Castelnau (Picumnus castelnau).
- Picotet de Cusco (Picumnus subtilis).
- Picotet olivaci (Picumnus olivaceus).
- Picotet gris (Picumnus granadensis).
- Picotet castany (Picumnus cinnamomeus).

Els límits entre les espècies d'aquest gènere són problemàtics, i la taxa d'encreuament és "extraordinàriament alta" (Remsen et al. 2007). L'única espècie no americana, Picumnus innominatus, és situat de vegades al monotípic gènere Vivia.